# Top-of-the-World
Top-of-the-World – jednostka osadnicza w Stanach Zjednoczonych, w stanie Arizona, w hrabstwie Gila.